# بخش خنرال اوکامپو
بخش خنرال اوکامپو (به اسپانیایی: Departamento General Ortiz de Ocampo) یک منطقهٔ مسکونی در آرژانتین است که در استان لا ریوخا، آرژانتین واقع شده‌است.